# 아리즈 파티마
아리즈 파티마(우르두어: ارج فاطمہ, 영어: Arij Fatyma, 1989년 11월 7일 ~ )는 파키스탄, 미국의 배우이다.